# Agrotis obesa scytha
Agrotis obesa scytha é uma subespécie de insetos lepidópteros, mais especificamente de traças, pertencente à família Noctuidae.
A autoridade científica da subespécie é Alphéraky, tendo sido descrita no ano de 1889.
Trata-se de uma subespécie presente no território português.